# Puitkogel
Puitkogel lub Puikogel – szczyt w Alpach Ötztalskich, części Centralnych Alp Wschodnich. Leży w Austrii w kraju związkowym Tyrol. Szczyt otaczają lodowce Puitkogelferner i Grubenkarlferner. 
Wschodnią ścianę szczytu trawersuje szlak wysokogórski "Mainzer Höhenweg". Szczyt można zdobyć drogami ze schronisk Rüsselsheimer Hütte (2323 m n.p.m.) i Braunschweiger Hütte (2758 m n.p.m.). Pierwszego wejścia dokonali F. Lantscher i F. Gstrein 29 sierpnia 1894 r.

## Galeria

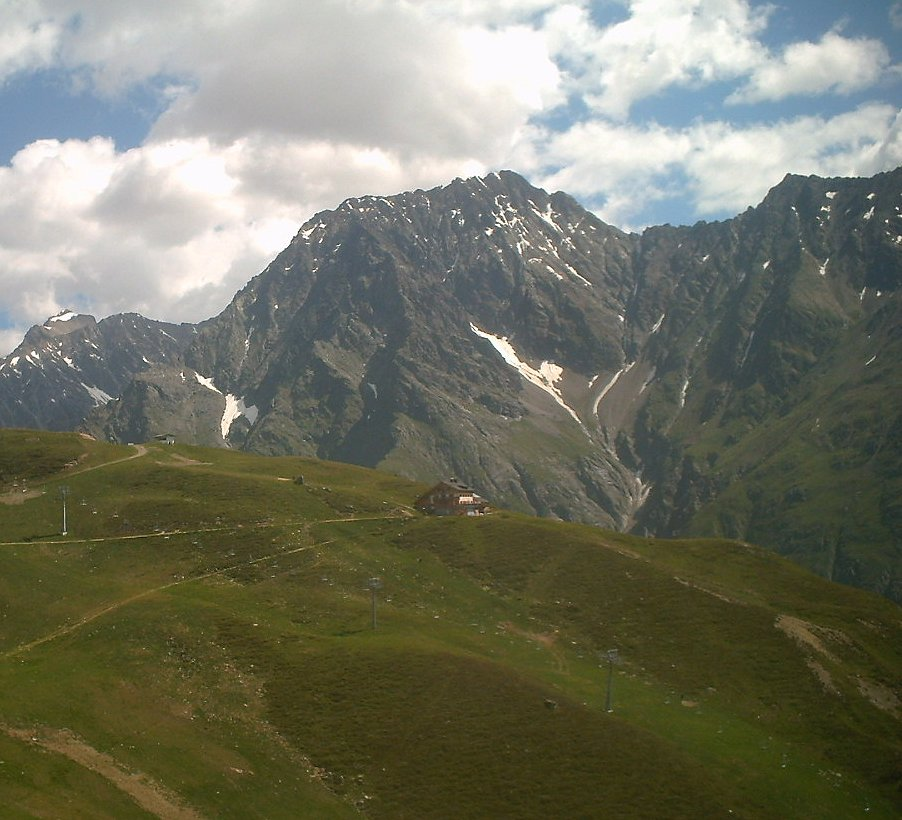
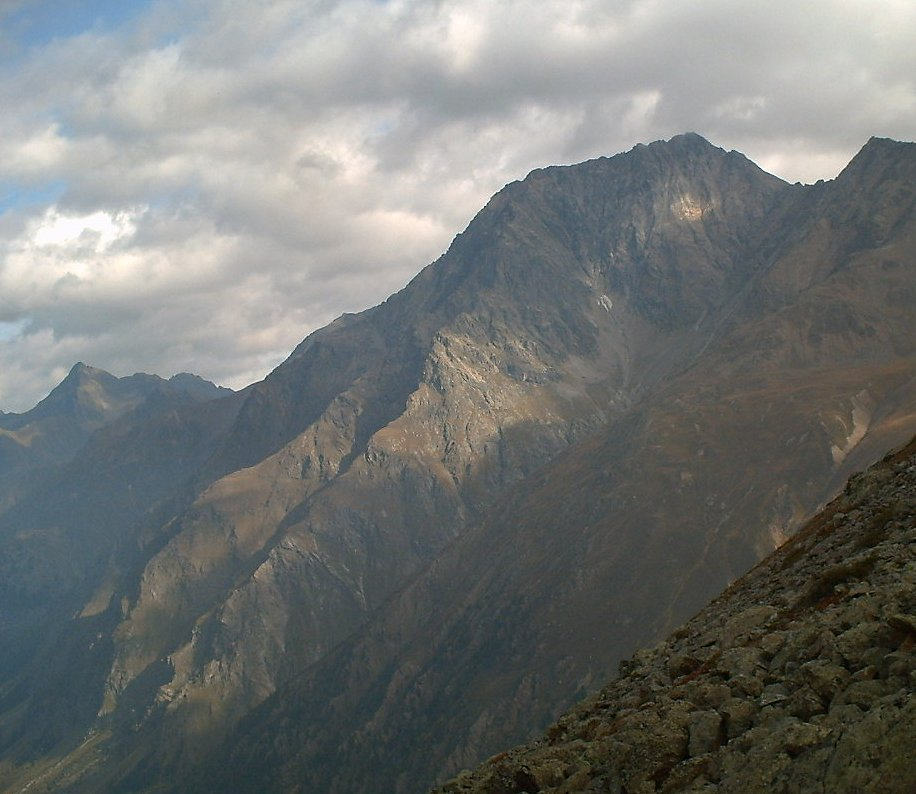
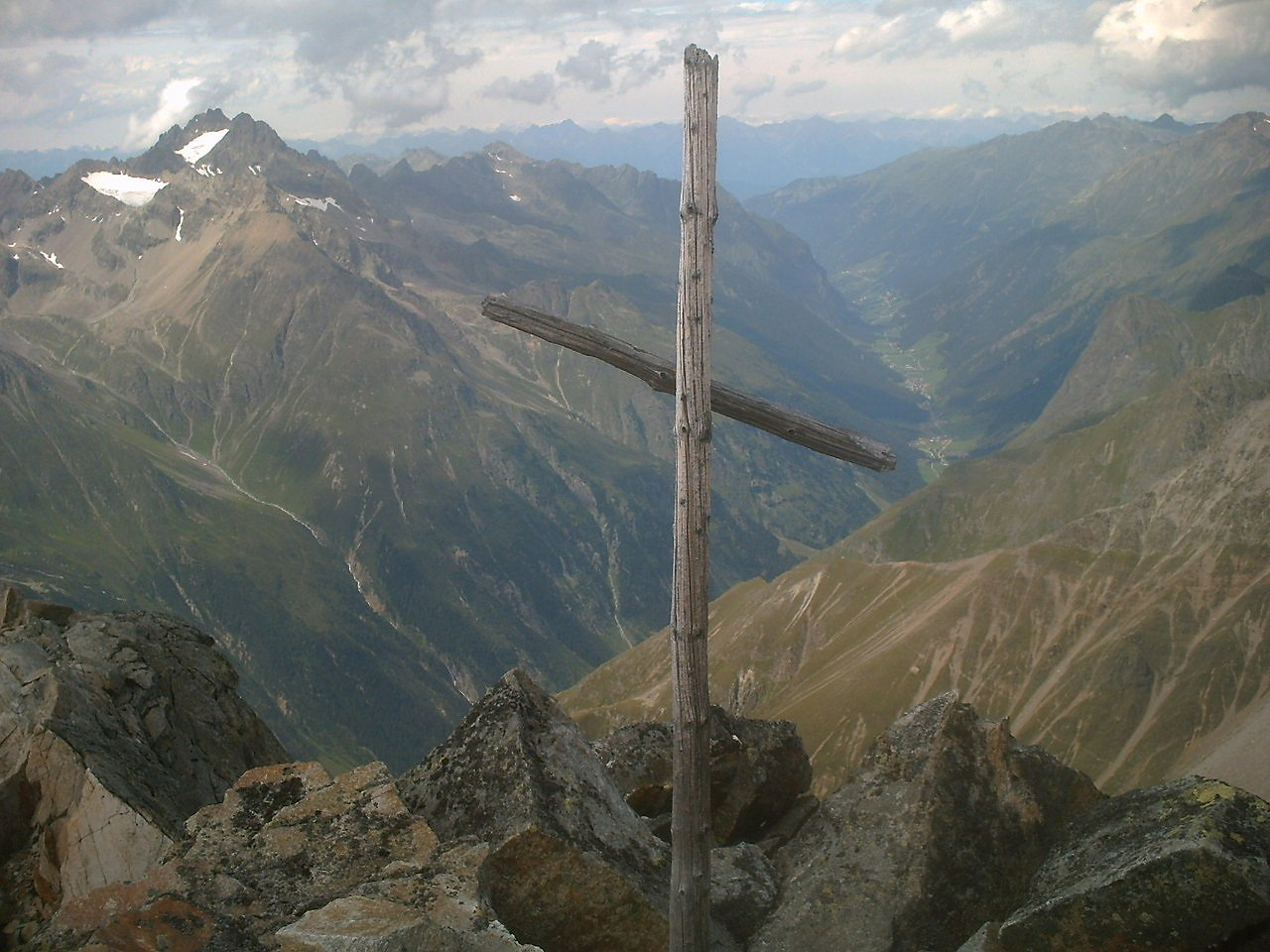